# Agatha Raisin (televisieserie)

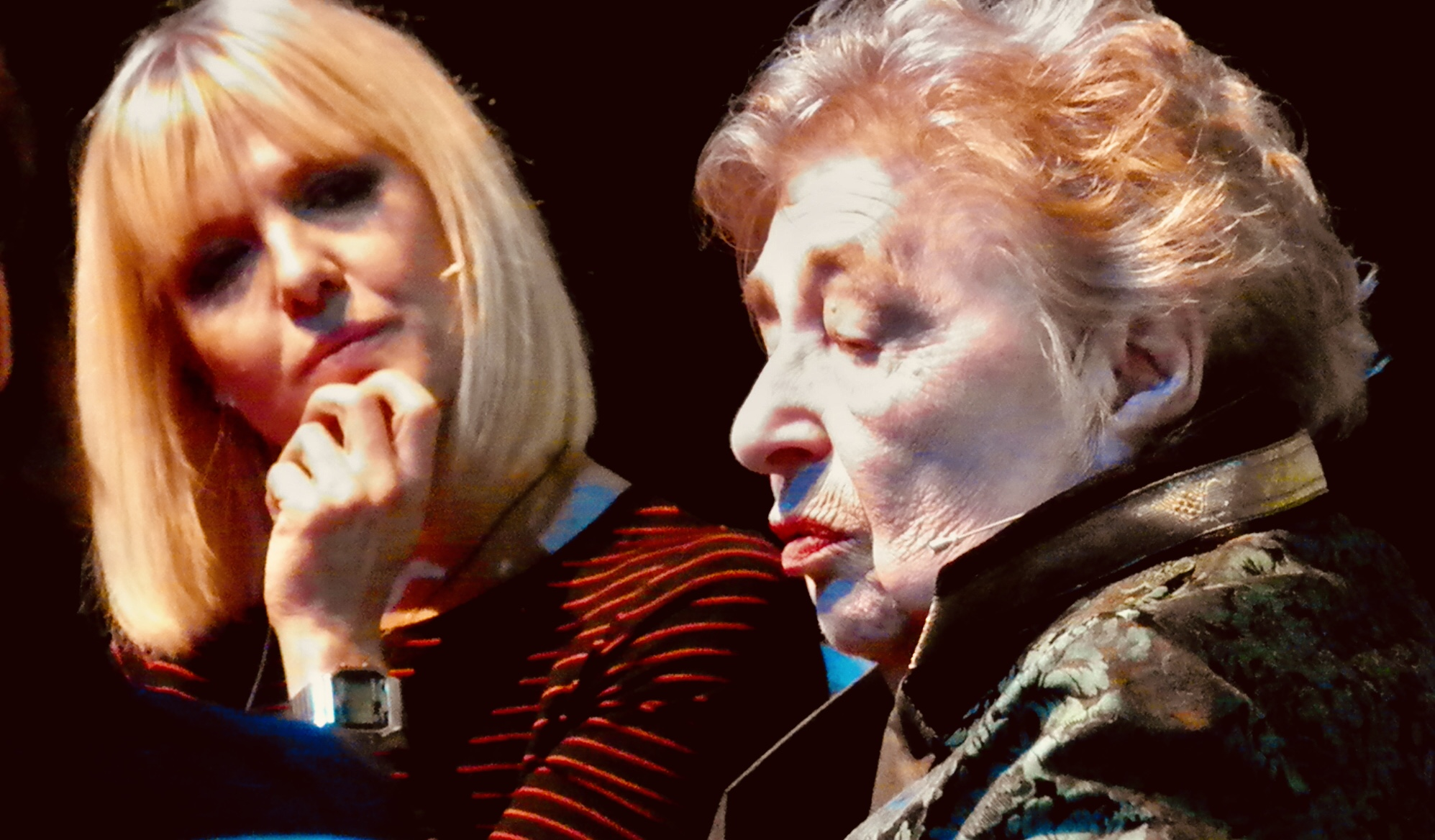
Ashley Jensen met Marion Chesney (M.C. Beaton) 2018

Agatha Raisin is een Britse detectiveserie die zich afspeelt in het fictieve plaatsje Carsely in de Cotswolds in Centraal-Engeland. De serie is gebaseerd op de komische detective verhalen geschreven door Marion Chesney onder het pseudoniem M. C. Beaton. De pilot voor de serie werd in 2014 uitgezonden in het Verenigd Koninkrijk. De eerste twee seizoenen volgden in 2016 en 2018.

## Plot
Agatha Raisin (gespeeld door Ashley Jensen) is een succesvolle public relations-specialist, die besluit haar leven drastisch om te gooien, stopt met werken en een huisje koopt in het zeer landelijke dorpje Carsely. Het valt haar niet mee om door de lokale gemeenschap geaccepteerd te worden, maar door haar talent om moorden op te lossen komt dat goed. Ze wordt daarbij bijgestaan door onder meer DC Bill Wong (gespeeld door Matt McCooey), haar werkster Gemma Simpson (gespeeld door Katy Wix) en oud-collega Roy Silver (gespeeld door Mathew Horne).

## Cast
- Ashley Jensen als Agatha Raisin
- Mathew Horne als Roy Silver
- Katy Wix als Gemma Simpson
- Matt McCooey als DC Bill Wong
- Jamie Glover als James Lacey
- Lucy Liemann als Sarah Bloxby
- Jason Barnett als DCI Wilkes
- Jason Merrells als Sir Charles Fraith
- Rhashan Stone als Jez (in de pilot gespeeld door Kobna Holdbrook-Smith)

## Afleveringen

### Pilot
1. "Agatha Raisin and the Quiche of Death"

### Seizoen 1
1. "Agatha Raisin and the Walkers of Dembley"
2. "Agatha Raisin and Hell's Bells"
3. "Agatha Raisin and the Wellspring of Death"
4. "Agatha Raisin and the Potted Gardener"
5. "Agatha Raisin and the Vicious Vet"
6. "Agatha Raisin and the Day the Floods Came"
7. "Agatha Raisin and the Witch of Wyckhadden"
8. "Agatha Raisin and Murderous Marriage"

### Seizoen 2
1. "Agatha Raisin and the Wizard of Evesham" (deel 1 & 2)
2. "Agatha Raisin and the Fairies of Fryfam" (deel 1 & 2)
3. "Agatha Raisin and the Curious Curate" (deel 1 & 2)

### Seizoen 3
1. "Agatha Raisin and the Haunted House" (deel 1 & 2)
2. "Agatha Raisin and the Deadly Dance" (deel 1 & 2)
3. "Agatha Raisin and the Love from Hell" (deel 1 & 2)
4. "Agatha Raisin as the Pig Turns" (deel 1 & 2)

## Productie
Op 22 augustus 2014 maakte Sky bekend dat het opdracht had gegeven tot de verfilming voor televisie van het detectiveverhaal "Agatha Raisin And The Quiche Of Death". De opnamen begonnen in september 2014. De belangrijkste locatie was Biddestone in Wiltshire. Na de succesvolle ontvangst werd besloten tot een eerste seizoen van acht afleveringen van elk 45 minuten (de pilot had de dubbele lengte). De meeste scènes werden gefilmd in Clifton, Bristol. Op 15 januari 2018 werd door Acorn TV opdracht voor een tweede seizoen gegeven. Het tweede seizoen bestond uit drie afleveringen van elk 90 minuten. 